# Zichyújfalu
Zichyújfalu ([ˈzitʃiˌuːjfɒlu]) est un village et une commune du comitat de Fejér en Hongrie.

## Histoire

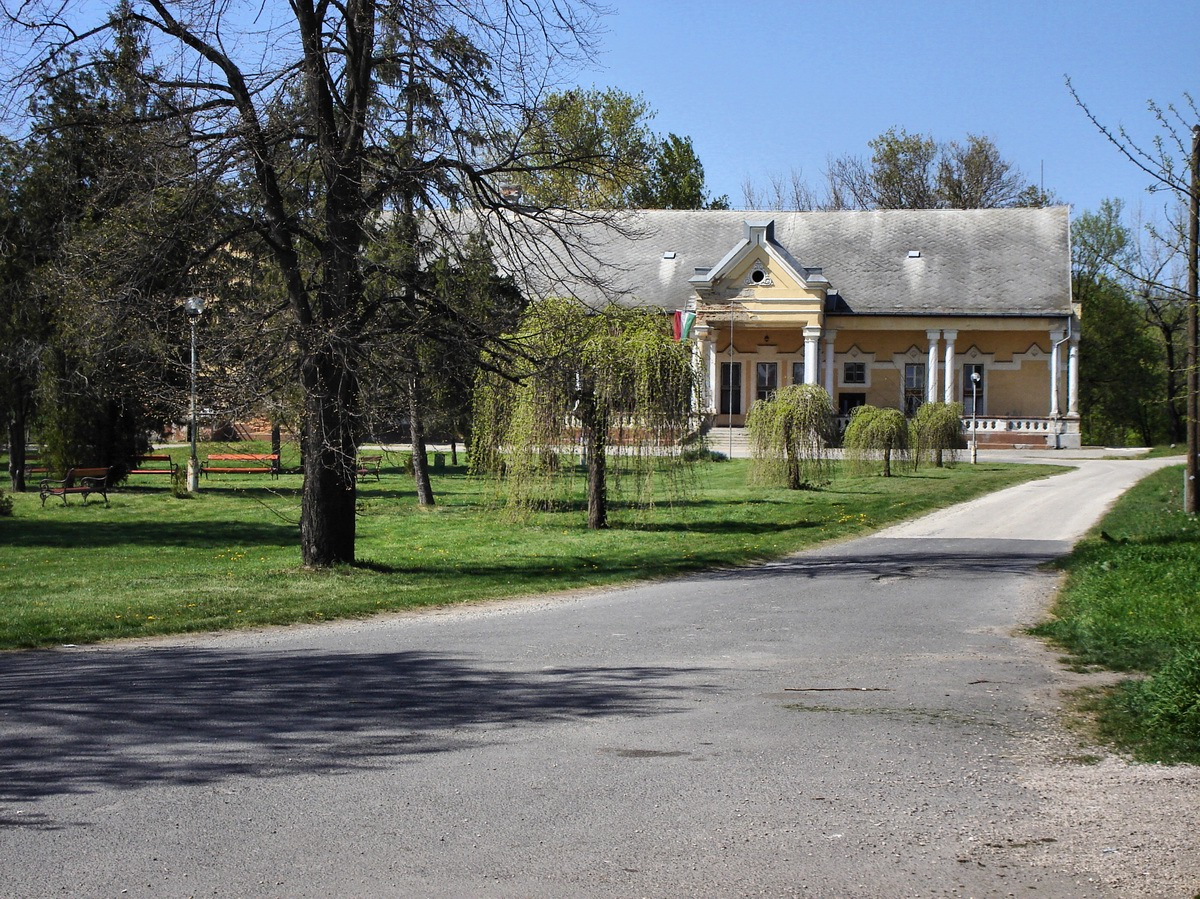
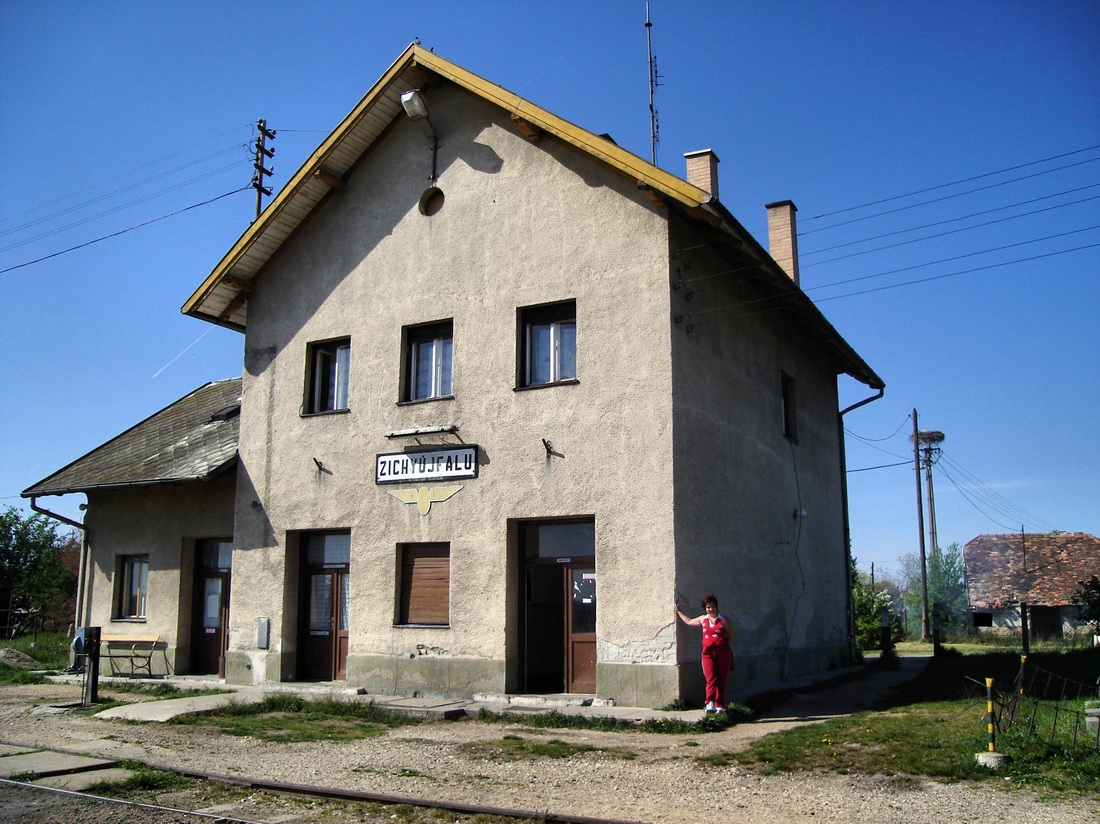